# Терминос (лагуна)

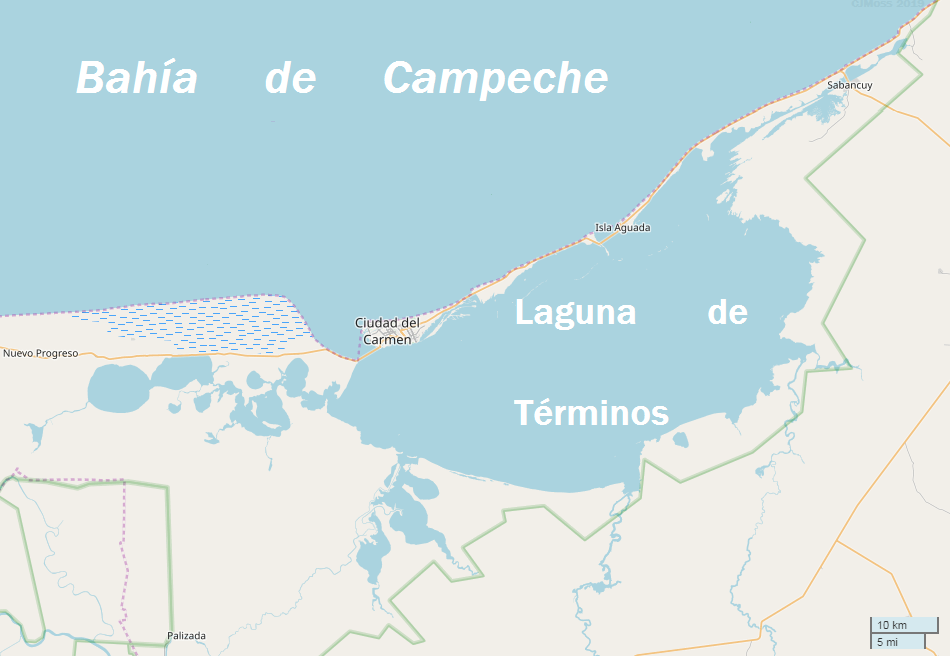
Карта Лагуны-де-Терминос и близлежащих водоемов

Лагуна Терминос (исп. Laguna de Términos) — самая большая по объёму приливная лагуна, расположенная целиком на побережье Мексиканского залива, а также одна из самых богатых биоразнообразием. Лагуна, обмениваясь водой с несколькими реками и другими лагунами, является частью важнейшего речного водосборного бассейна Мексики. Она имеет важное коммерческое и экологическое значение, являясь убежищем для большого числа представителей флоры и фауны. Её мангровые заросли играют важную роль в качестве убежища для перелётных птиц.

## География
Лагуна представляет собой ряд богатых осадочными отложениями заливов и приливных эстуариев, соединенных двумя каналами с заливом Кампече в южной части Мексиканского залива. Она расположена в юго-западной части мексиканского штата Кампече, в основном на территории муниципалитета Кармен, а юго-западная часть — в муниципалитете Палисада.
Длина лагуны составляет 72 км, ширина — 24 км, площадь —1550 км2. Каждые девять дней примерно 50 % объема воды в лагуне обновляется, главным образом под воздействием океанских приливов. Остров Исла-дель-Кармен — это баръерный остров, отделяющий лагуну от залива Кампече. Лагуну с заливом Кампече соединяют два постоянных канала — Бока-де-Пуэрто-Реаль к востоку от Исла-дель-Кармен и Бока-дель-Кармен к западу. Приток из залива осуществляется через Бока-де-Пуэрто-Реаль, а отток через Бока-дель-Кармен.
Берега лагуны заболочены и покрыты обширными мангровыми зарослями. В неё впадает несколько пресноводных рек, которые вливаются в главную лагуну через более мелкие. Река Канделария впадает с юго-востока через лагуну Панлао. Река Чумпан впадает с юга через лагуну Балчака. Два притока реки Усумасинта впадают в западную лагуну. Палисада обеспечивает около 75 % общего притока пресной воды в лагуну. Её западная часть, в отличие от восточной, менее солёная и богата питательными веществами.
Город Сьюдад-дель-Кармен расположен на острове Исла-дель-Кармен, между лагуной и заливом Кампече. Мост Закаталь перекинут через реку Бока-дель-Кармен и соединяет остров Исла-дель-Кармен с материковым полуостровом Атаста, который окружает лагуну с северо-запада. Мост является частью мексиканского федерального шоссе 180, которое проходит вдоль побережья Мексиканского залива, в том числе и по всей длине острова Исла-дель-Кармен. На востоке шоссе также пересекает реку Бока-де-Пуэрто-Реаль.

## Флора и фауна
Двадцать девять процентов лагуны покрыто морской травой. В 1994 году правительство Мексики объявило лагуну федеральной охраняемой территорией флоры и фауны в связи с важностью биологических экосистем, созданных в ее эстуариях. На территории охраняемой зоны обнаружено 1468 видов фауны. 30 видов являются эндемиками Мексики, 89 — находятся под угрозой исчезновения. 132 вида считаются важными в коммерческом смысле. Выявлено 279 видов птиц, 74 вида насекомых и 34 вида 

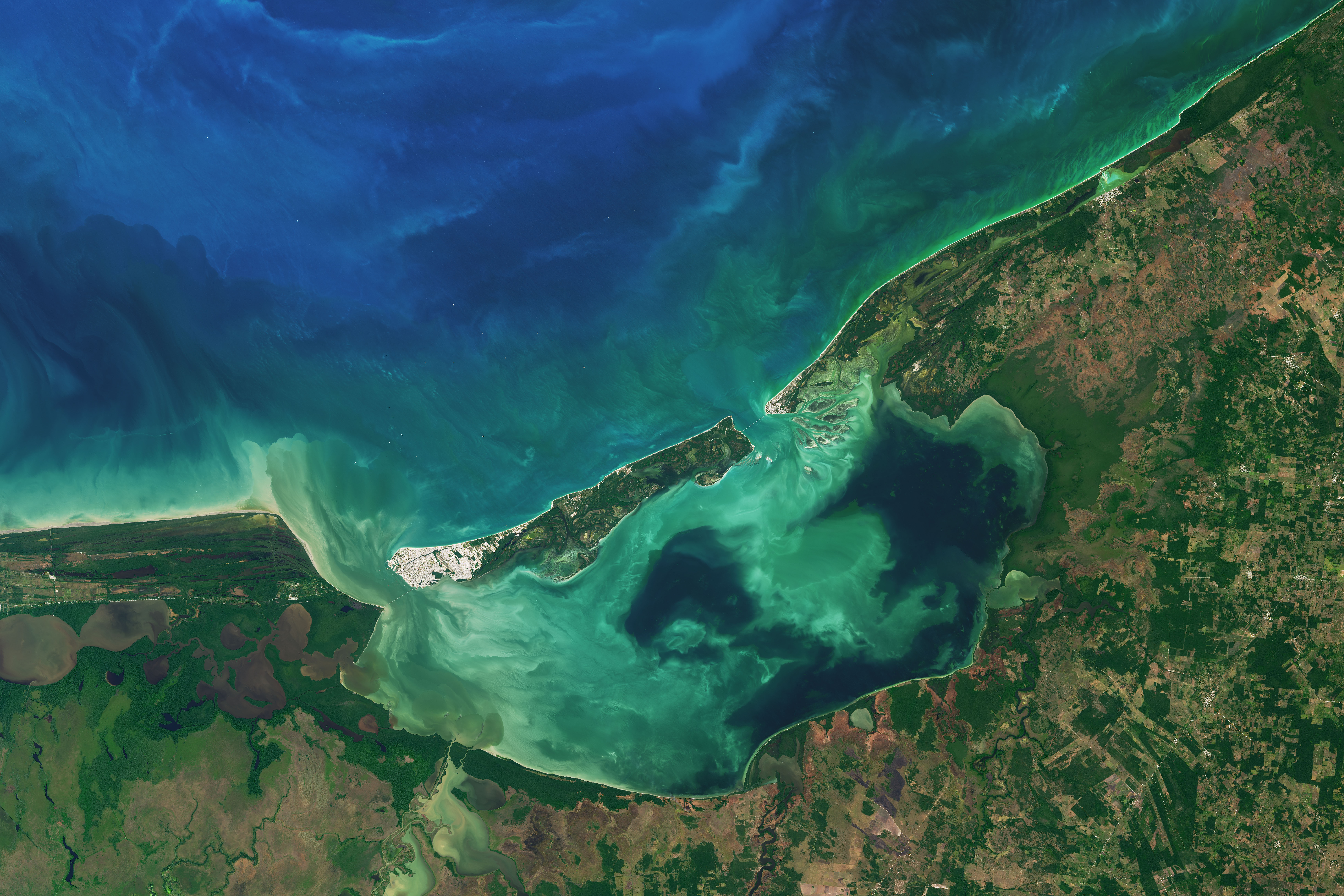
Спутниковая фотография Лагуна-де-Терминос

млекопитающих. В списке не менее 367 видов рыб.
Мангровые заросли Усумасинты простираются по краям лагуны, где пресная вода встречается с соленой. К востоку и югу от мангровых зарослей располагается Пантанос де Сентла — обширный сезонно затопляемый пресноводный болотный лес. К востоку от лагуны расположены сезонно-сухие влажные леса Юкатана.
Это известный район размножения и нагула желтого ската. Морские травы играют важную роль в его размножении.
Кампече и Табаско содержат водно-болотные угодья, состоящие из зон мангровых зарослей, болот и лагун, служащих важной средой обитания для водных рептилий, таких как крокодилы (американский, Морелет, бурый кайман). Находящиеся под угрозой исчезновения ястреб, зеленое море и морские черепахи Кемпа Ридли приходят на песчаные берега, чтобы отложить яйца, особенно устанавливая особую защиту черепах Кемпа Ридли.
Мангровые заросли вокруг лагуны обеспечивают миграцию как минимум 33 % перелетных птиц американского штата Миссисипи.
На территории обитает 134 видов млекопитающих из 27 семейств. Среди них и кошачьи (ягуар, оцелот, длиннохвостая кошка), приматы (Коата Жоффруа), а также морские млекопитающие, в том числе китообразные и ламантины.

### Афалины
Известно, что лагуну регулярно посещают дельфины Афалины. Однако их безопасность может оказаться под угрозой из-за ряда человеческих факторов. Для изучения этих дельфинов и усиления их охраны была создана природоохранная группа «Instituto Via Delphi», специально предназначенная для защиты местных дельфинов в районе Мексиканского залива.

## История
На близлежащих барьерных островах, пляжных грядах и мангровом побережье расположено несколько стоянок майя позднего постклассического периода.
Хуан де Грихальва встретил Бока-де-Терминос во время своей экспедиции 1518 года

## Угрозы
Наибольшее влияние на территорию и возможную угрозу представляет деятельность государственной нефтяной компании Pemex. Бурение нефтяных скважин и строительство трубопроводов может привести к разрушению ареалов. Кроме того, постоянную угрозу представляют разливы нефти. Среди других возможных угроз — изменение среды обитания в результате роста численности населения на прилегающей территории. Охранная зона флоры и фауны Лагуна-де-Терминос в целом считается находящейся под критической угрозой. Местные популяции крокодилов и морских черепах в этих территориях находятся под серьезной угрозой из-за их ценности для коммерческой отрасли.